# Stent coronarico a rilascio di farmaco
Lo stent coronarico a rilascio di farmaco o DES (dall'inglese drug-eluting stent) è un presidio medico chirurgico utilizzato per gli interventi di rivascolarizzazione coronarica. Rispetto ai normali stent sono caratterizzati dalla capacità di rilasciare farmaci.

## Descrizione
Gli stent attuali sono normalmente costruiti con una montatura in cobalto e cromo e prevedono il rilascio di Everolimus, un immunosuppressore capace di inibire la proteina mTOR, bloccando di fatto il ciclo cellulare e conseguentemente una possibile e pericolosa trombosi in-stent.
A causa dell'esposizione a materiale potenzialmente trombotico, è assolutamente raccomandata una terapie con degli antiaggreganti. La scelta di quale farmaco e per quanto è ancora nel 2017 materia di dibattito. Attualmente, la American Heart Association consiglia l'uso di:
- Aspirina a vita, indipendentemente dall'intervento svolto e dalla patologia (salvo assolute controindicazioni)
- Clopidogrel per almeno sei mesi in caso di rivascolarizzazione con DES in pazienti con angina pectoris stabile
- Ticagrelor o Prasugrel o eventualmente Clopidogrel per almeno un anno in caso di angioplastia (indipendentemente dallo stent usato) in pazienti con STEMI o NSTEMI.

Il trial multicentrico internazionale randomizzato SYNTAX cerca di esplorare le differenze in costi, benefici, morbilità e mortalità a lungo termine che si hanno in pazienti trattati con BPAC (bypass aorto-coronarico) oppure PCI (Percutaneous Coronary Intervention o angioplastica coronarica), focalizzandoli in quelli con malattia coronarica di tre vasi oppure del tronco comune, comparando il BPAC che utilizza le tecniche contemporanee e la PCI + stent coronarico, utilizzando stent medicati che rilasciano Sirolimus o Paclitaxel. L'obiettivo dello studio è quello di stabilire la non inferiorità della PCI riguardo al BPAC per quanto riguarda la sopravvivenza.
Ogni paziente venne valutato sulla base di procedure diagnostiche come la coronarografia e l'ECG: se una rivascolarizzazione di pari grado può essere ottenuta applicando entrambe le tecniche, il paziente è eleggibile alla randomizzazione del trial SYNTAX; qualora una delle due tecniche non possa essere utilizzata per ragioni tecniche o per presenza di comorbilità che rendono controindicata una delle due, il paziente viene reclutato in uno di due registri paralleli e non verrà incluso nella coorte randomizzata. Saranno randomizzati 1800 pazienti (1:1) tra BPAC e PCI.
Il primary end-point dello studio è un evento avverso, di tipo cardiaco o cerebrovascolare, nel corso dell'anno successivo all'intervento. La durata del follow-up è di cinque anni. Dei 1800 pazienti, 710 affetti da patologia del tronco comune saranno randomizzati tra BPAC e PCI. In questo sottogruppo, la coronarografia sarà ripetuta per determinare lo stato del bypass oppure del vaso coronarico trattato con lo stent (Le Mans sub-study).
Il primo dato che emerge dai risultati del gruppo analizzato, è che nei pazienti con SYNTAX Score intermedio e alto (≤ 23) vi era una incidenza significativamente maggiore di infarto miocardico, ripetute rivascolarizzazioni ed eventi maggiori cardiaci e cerebrovascolari, nel gruppo sottoposto a PCI; nel gruppo con basso SYNTAX Score tale differenza era significativa solo per l'end point Ripetute Rivascolarizzazioni. Tuttavia, la percentuale di pazienti che andava incontro ad incidenti cerebrovascolari era sicuramente maggiore nella popolazione sottoposta a BPAC, mentre i pazienti sottoposti ad angioplastica avevano più frequentemente necessità di una "nuova" rivascolarizzazione. I risultati sono in linea con le ultime indicazioni dell'ESC